# Czitrom János
Czitrom János (Marosvásárhely, 1923. december 5. – Marosvásárhely, 2016. július 16.) magyar pszichológus, műfordító.

## Életpálya
Mint munkaszolgálatos esett hadifogságba, 1948-ban tért haza s 1952-ben fejezte be tanulmányait a Bolyai Tudományegyetem pedagógia-lélektan szakán. Előbb a Társadalomtudományi Központ lélektani kutatója, 1975-től az Unirea Gépgyár vállalati pszichológusa.
Tudományos műveket, lélektani és logikai tankönyveket fordított románból és oroszból; az Orosz Könyv "Szülőknek a nevelésről" és "Népszerű tudomány" sorozataiban is jelentek meg fordításai.  Mint Petre Șaitiș munkatársa vett részt annak néhány kötetnyi fordításában (magyar népballadák, 1975; Áprily-versválogatás, 1978; Arany-balladák, 1979).

## Fordításai (válogatás)
- Georgi Gulia: Városok városa  (1950);
- Szemjon Babajevszkij: Mitya boldogsága  (1954);
- Sz. V. Pokrovszkij: Mammutvadászok  (1956) c. munkája.
- Mir atoma (magyar) Az atom világa / G. A. Ziszman ; [ford. Czitrom János]. Bukarest : Ifjúsági Könyvkiadó, 1957. 169 p. (Győz a tudomány)
- A gyermek érdeklődési körének nevelése a családban / N. G. Morozova ; [ford. Czitrom János]. Bukarest : Tanügyi és Pedagógiai Kiadó, 1963. 179 p. (Szülőknek a nevelésről)